# Petteria
Petteria es un género monotípico de planta fanerógama de la familia Fabaceae. Su única especie: Petteria ramentacea (Sieber) C.Presl, es originaria del sudeste de Europa en Albania y la antigua Yugoslavia .

## Galería

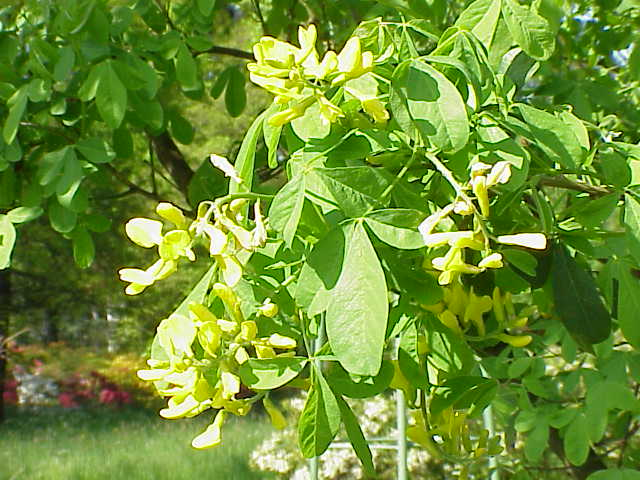
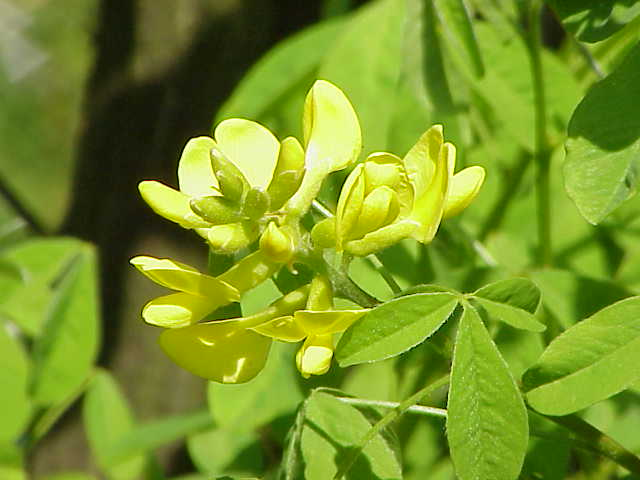
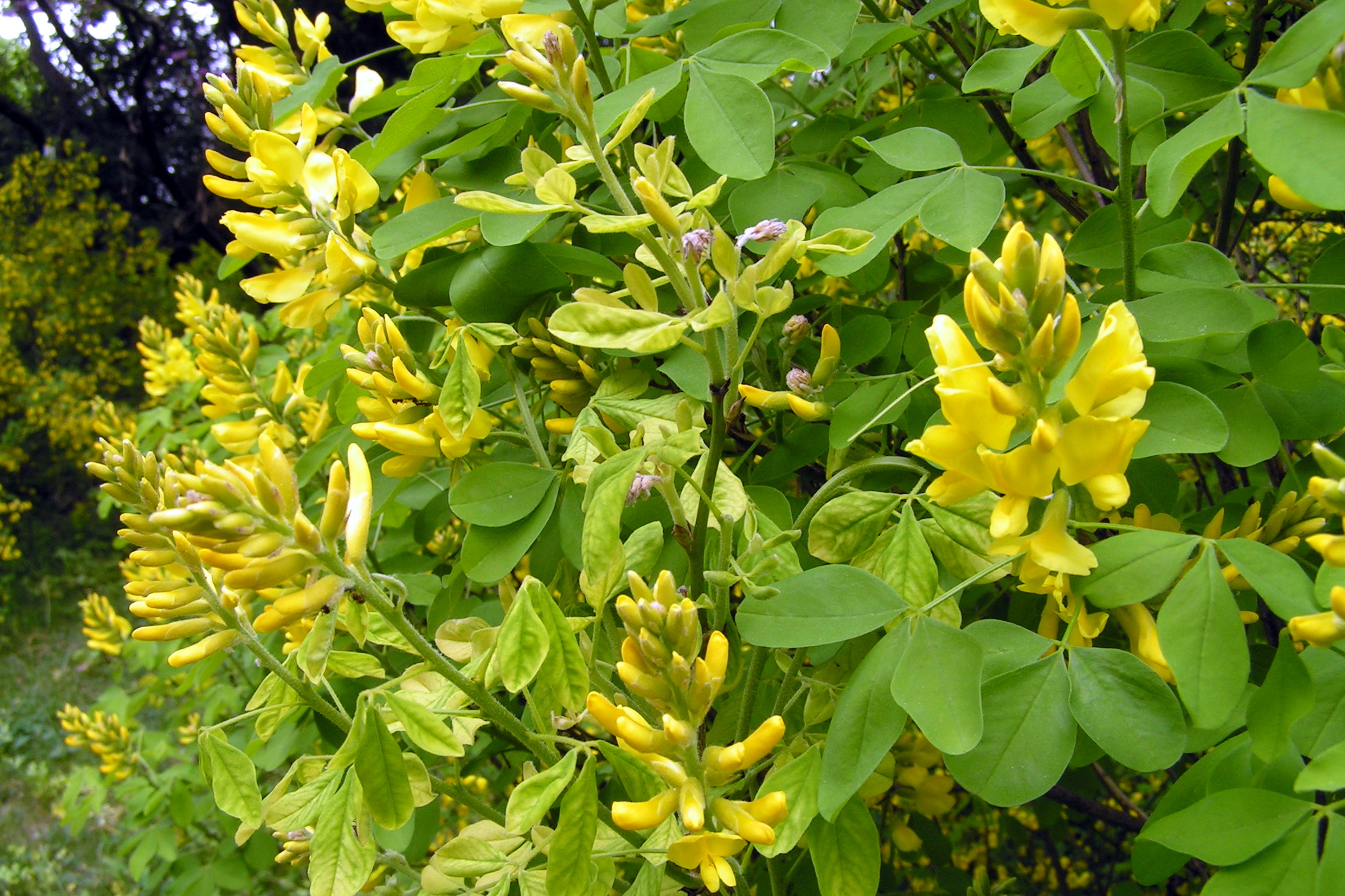
flores

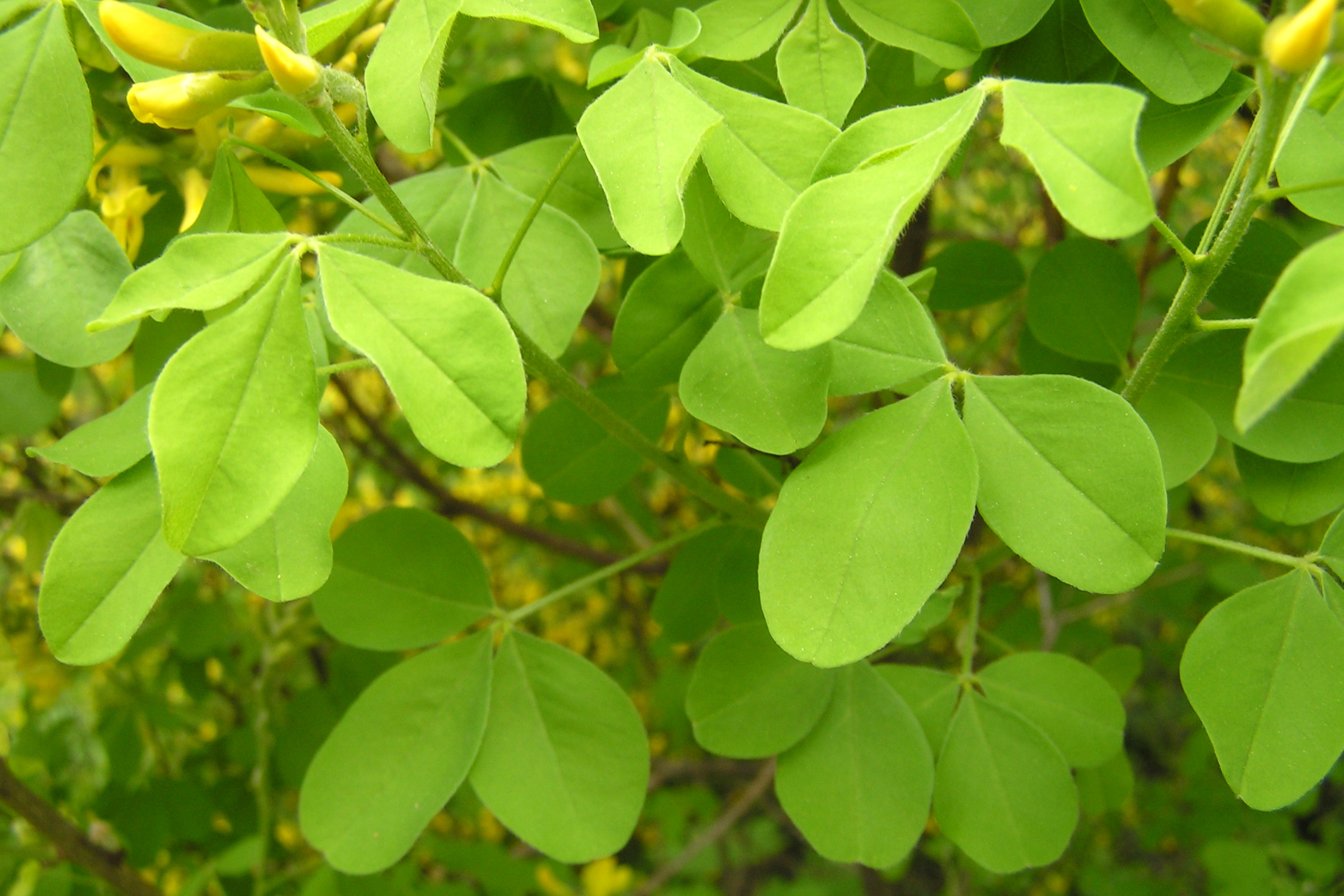
follaje
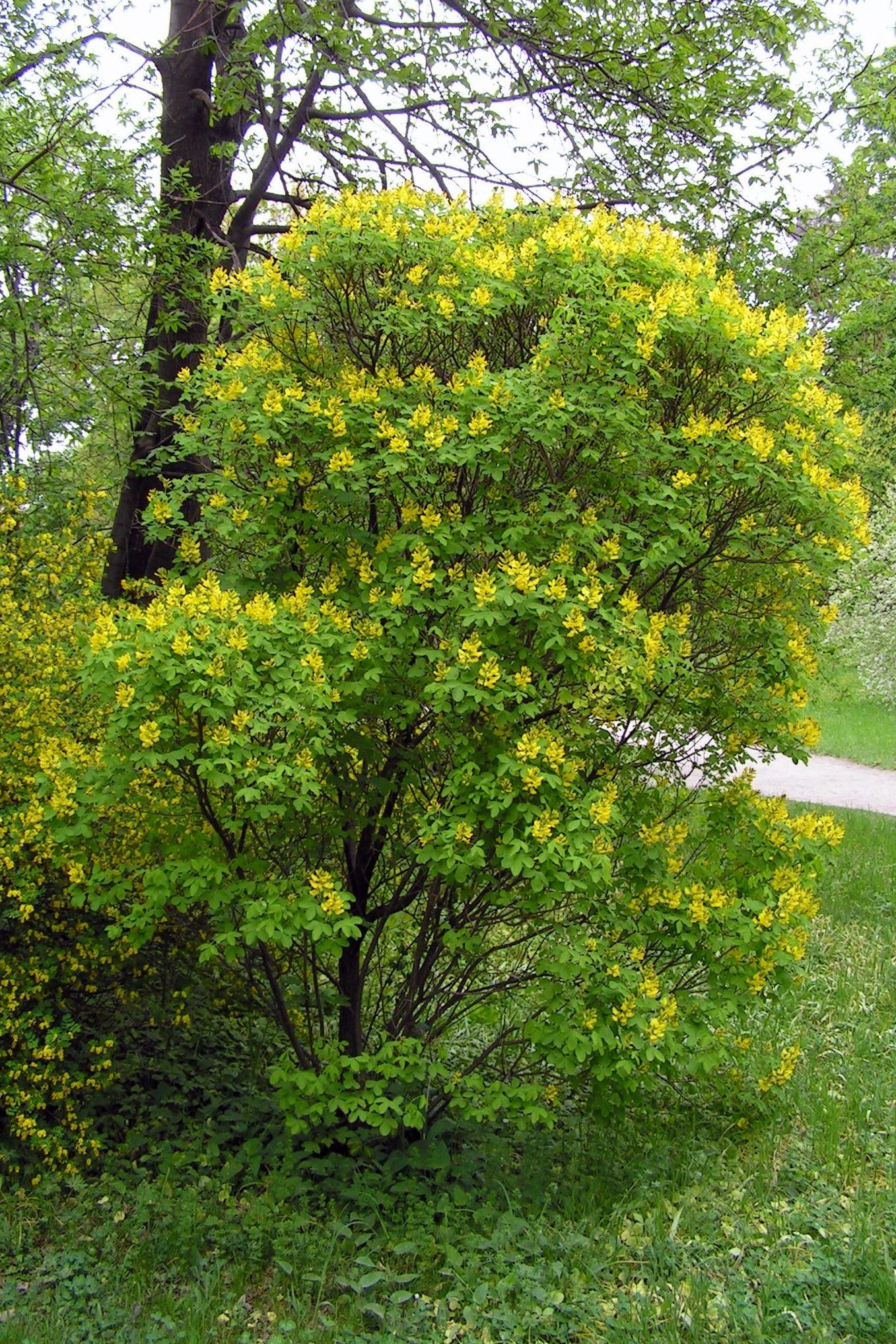
habitus